# Система нагревания табака
Системы нагревания табака (СНТ, изделия из нагреваемого табака, англ. heat-not-burn products) — электронные устройства, при использовании которых табак нагревается до температуры в среднем 250—350 °C. В результате образуется аэрозоль, который содержит сравнимые с традиционными сигаретами уровни никотина, но меньшее число некоторых токсичных компонентов. Тем не менее, ряд вредных веществ содержится в бо́льшем количестве по сравнению с дымом традиционных сигарет, и потенциальный риск для здоровья человека от потребления СНТ неизвестен.
Производители позиционируют устройства как менее вредную альтернативу традиционным сигаретам, переход на которую может снизить вред от табакокурения для курильщиков и окружающих. Но Всемирная организация здравоохранения (ВОЗ) предупреждает, что СНТ выделяют токсичные вещества, аналогичные содержащимся в сигаретном дыме, многие из которых могут вызывать онкологические заболевания. Хотя концентрация некоторых из них меньше, чем в сигаретном дыме, это не обязательно приводит к снижению риска для здоровья. Аэрозоль  содержит сравнимые с сигаретным дымом уровни никотина, который вызывает сильное привыкание и, однако не является канцерогеном (но облегчает метастазирование злокачественных опухолей в головной мозг), связан с негативными последствиями для здоровья. При двойном потреблении (одновременно сигарет и СНТ) негативный эффект от курения усиливается. В состав аэрозоля СНТ входят продукты нагрева ароматизаторов и пропиленгликоля, нехарактерные для табачного дыма и потенциально опасные для здоровья человека. Управление по контролю за продуктами и лекарствами (FDA) считает, что СНТ не являются средствами отказа от курения.
По мнению ВОЗ, на 2021 год не было проведено достаточного количества независимых исследований, чтобы сделать вывод о долгосрочном влиянии СНТ на здоровье человека, и не были представлены доказательства, что устройства менее вредны, чем обычные табачные изделия. При этом существует значительное количество независимых  исследований, свидетельствующих об обратном. Также существует часть научных работ, выпущенных в 1990—2000-х годах на эту тему, не являлось репрезентативным, так как было финансированы производителями табачной продукции. ВОЗ признаёт вредными все формы табакокурения. Европейское респираторное общество заключает, что, как и при обычном курении, нагретые табачные изделия вызывают привыкание и выделяют канцерогены..
В разных странах системы нагревания табака регулируются по-разному. Например, Управление по контролю за продуктами и лекарствами (FDA) разрешило продажу СНТ в США как продуктов «сниженного воздействия». При этом организация сообщила, что снижение концентрации вредных веществ в аэрозоле СНТ не делает их безвредными, но способствует к некоторому снижению риска для здоровья человека. В 2018 году ВОЗ отнесла устройства к категории табачной продукции, на которую распространяются положения Рамочной конвенции по борьбе с табаком. В России с 2020 года табачные стики для устройств относят к табачной продукции, запрещена их реклама и свободная выкладка на витринах.

## Технология и конструкция

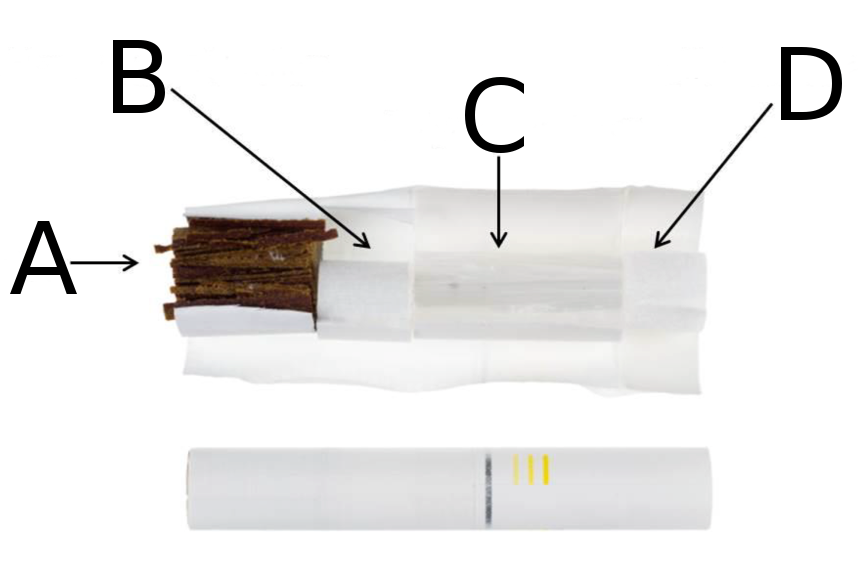
Табачный стик для СНТ марки IQOS; на рисунке под A помечен наполнитель из восстановленного табака, пропитанный увлажнителем (вода и глицерин); под B — полая ацетатная трубка; под C — фильтр из полимерной плёнки; под D — мундштук из мягкого ацетатного волокна, 2018 год

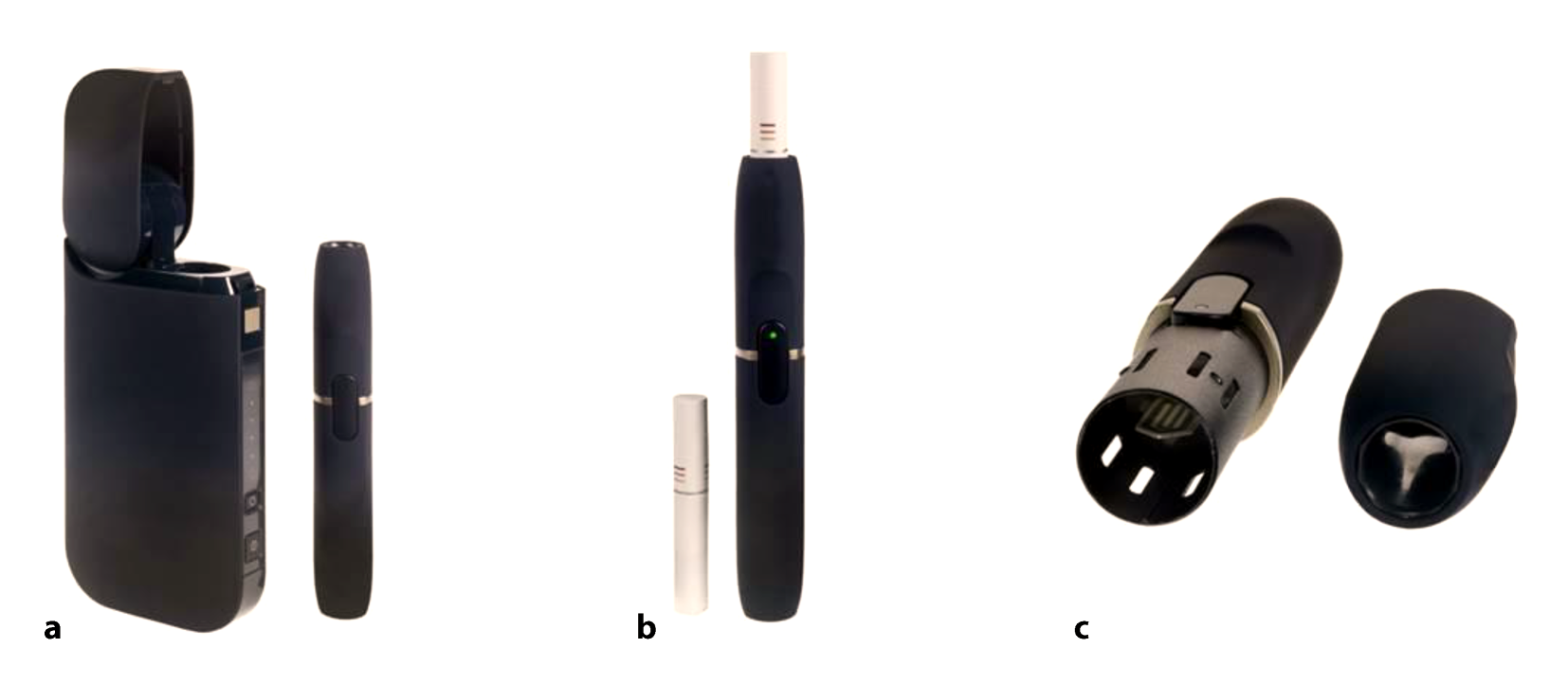
Система нагревания табака IQOS: A) зарядное устройство (слева) и мундштук (справа), B) курительная трубка (слева) и мундштук со вставленным стиком (справа), С) Держатель в разобранном виде, с видимым нагревательным элементом (слева) и крышкой держателя (справа), 2018 год

Во время курения традиционной сигареты температура воспламенённой части достигает 900 °C во время затяжки и 400 °C — во время тления. От неё зависит состав и концентрация химических веществ в табачном дыме. Так, никотин выделяется во время стадии дистилляции, которая протекает при температуре ниже 300 °C. Пиролиз происходит при температуре около 300—700 °C и влечёт за собой разложение биополимеров, белков и других органических материалов. Во время сухой дистилляции высококипящие вещества конденсируются в виде мельчайших аэрозольных частиц и, смешиваясь со струёй воздуха образуют большинство компонентов табачного дыма. Фаза горения происходит при температуре выше 750 °C, но количества поступающего кислорода недостаточно для полного сгорания табака. В этой фазе образуются низкомолекулярные продукты типа CO2 и Н2О.
Принцип действия систем нагревания табака основан на нагреве табака без его горения, что позволяет снизить концентрацию вредных и потенциально вредных веществ в составе аэрозоля при сохранении ощущений для потребителя. Подход получил соответствующее название: «нагревание вместо горения» (от англ. heat-not-burn). Температура в таких устройствах достигает, как правило, максимум 350 °C.
Обычно конструкция систем нагревания табака включает переносное зарядное устройство и держатель с небольшим аккумулятором, которого хватает на один сеанс использования. Деталь, непосредственно предназначенная для курения (курительная трубка), состоит из: нагревательного элемента и системы управления им; парогенератора и камеры образования аэрозоля; источника тока и разъёма для подзарядки; мундштука.
Системы нагревания табака оснащены работающим на аккумуляторе термоэлементом, который нагревает табак или жидкость-наполнитель до температуры, не превышающей температуру тления обычной сигареты. В результате во время затяжки пользователем устройство генерирует насыщенный никотином аэрозоль. Представленные на рынке устройства различаются по типам термоэлементов. В IQOS и Glo внешний источник тепла нагревает непосредственно табачные листья специальной обработки. Так, пропитанные пропиленгликолем стики для IQOS (HeatSticks) вставляют в специальный держатель с нагревающим керамическим лезвием. Встречаются изделия с угольным нагревательным элементом, устройства, оснащённые специальной металлической сеткой для теплового воздействия на картридж с жидкостью, а также различные модификации. Например, в моделях Ploom от Japan Tobacco International и Pax от одноимённого производителя нагревается закрытая камера с наполнителем. Девайсы могут быть оснащены кнопками для активации подачи электроэнергии, дополнительными вентиляционными отверстиями. Конструкция отдельных СНТ предусматривает автоматическое отключение, например, в IQOS энергия, подаваемая к керамическому нагревателю-лезвию, отключается после 14 затяжек или 6 минут использования.
Для курения в системах табака используются специальные капсулы или стики, наполненные гомогенизированным восстановленным табачным сырьём. Внешне стики напоминают обрезанные сигареты, но предназначены только для СНТ. Они содержат примерно 260—320 мг табачного материала против около 700 мг в традиционных сигаретах. Стик состоит из фильтрующего мундштука, фильтра из специальной плёнки, полой секции охлаждения и табачного стержня. Длина первого из них составляет 12—42 мм, он содержит специально подготовленные табачные листья. К нему примыкает второй фрагмент длиной 8—25 мм, представляющий собой полую трубку, изготовленную из спрессованного ацетатного волокна или плотной бумаги. Стики обёрнуты в сигаретную или фильтрооберточную бумагу.

## Классификация
| Производитель                   | Марка        | Характеристика |
| ------------------------------- | ------------ | --- |
| Philip Morris США/Altria        | Accord       | СНТ представляла собой небольшие сигареты, помещённые во внешнее нагревательное устройство. Она была впервые представлена на рынках в США и Японии в 1998 году и рекламировалась как средство для сокращения вторичного дыма и пассивного курения. Продажи прекращены в 2006 году. |
| Philip Morris International     | Heatbar      | СНТ включала внешний нагревательный элемент с технологией обнаружения затяжки, куда помещали специальные стики (Heatsticks). Heatbar был представлен в 2006 году в Швейцарии, но уже через два года снят с производства. |
| Philip Morris International     | IQOS         | СНТ включает внешнее нагревательное устройство, куда помещают специальные стики (Parliament Blue, Parliament Fresh, HEETS Rich, HEETS Light, HEETS Menthol, Marlboro). Бренд впервые вышел на рынок в Японии в 2014 году, через четыре года география его продаж включала более 40 стран. В России продукция представлена с 2015 года. В США Управление по санитарному надзору за качеством пищевых продуктов и медикаментов предоставило разрешение на продажу IQOS в 2019-м. Одновременно бренд также выпустил на российский рынок устройство lil SOLID и табачные стики Fiit южнокорейского производителя KT&G. |
| Philip Morris International     | THS 2.2      | СНТ реализуется под брендом IQOS, но исследователи выделяют в отдельную марку устройств. |
| Philip Morris International     | Platform 2   | СНТ, конструкция которого предусматривала в качестве источника тепла спрессованный уголь. В нескольких презентациях PMI обозначался как TEEPS. |
| Japan Tobacco International     | Ploom Tech   | СНТ была представлена независимой компанией в 2007 году, которая через четыре года заключила соглашение о маркетинге и коммерциализации с Japan Tobacco International. В 2015 году JTI выкупил патенты и права на дизайн. С 2017-го продукт и специальные капсулы для него (Mevius Purple, Mevius Regular, Mevius Green) представлены в Японии и Швейцарии. |
| RJ Reynolds / Reynolds American | Premier      | СНТ внешне напоминала традиционную сигарету (тип англ. cigarette-like), корпус которой выполнен из алюминия. Конструкция включала табачные гранулы, и углеродный нагревательный элемент. Устройство было выпущено на рынок в 1988 году в Сент-Луисе, Фениксе и Тусоне. Компания RJ Reynolds пыталась получить от FDA разрешение на реализацию продукта как устройства для доставки лекарств, но уже в 1989 году сняла его с продаж из-за низкой популярности. |
| RJ Reynolds / Reynolds American | Eclipse      | СНТ внешне напоминала традиционную сигарету (тип cigarette-like). В тестовом режиме устройство было выпущено на рынок в 1996 году, через четыре года запущены официальные продажи четырёх видов девайса. Производители заявляли о пользе СНТ для здоровья, и продукт стал предметом иска со стороны штата Вермонт. Снят с продаж в США в 2007 году, но оставался в ограниченном распространении, в 2017-м производитель заявлял об обновлении продукта. |
| RJ Reynolds / Reynolds American | Revo         | Продукт, похожий на Eclipse, поступил на рынок в Висконсине в 2014—2015 годах. Снят с продаж в 2015 году. |
| British American Tobacco        | Glo          | СНТ нагревает запатентованные стики Kent Neostiks примерно до 240 °C. Neostiks бывают трёх видов. Доступно в Канаде, Японии, Республике Корея, России (с 2017 года) и Швейцарии. |
| British American Tobacco        | iFuse        | Гибрид электронной сигареты и СНТ, конструкция которого предусматривает отсеки для ароматизированной жидкости и табачного наполнителя (Картриджи: Neopod Tobacco, Neopod Crisp Blue, Neopod Winter Green). Нагревательный элемент нагревает жидкость, аэрозоль которой проходит через табачную камеру. Выпущен в 2015 году на рынке Румынии, к 2018-му был представлен в 15 странах. |
| Imperial Brands                 | Pulze        | Запущен в 2018 году в Великобритании. |
| Shenzhen Yukan Technology       | IUOC         | Первая модель устройства была представлена в Германии в 2017 году и позволяла использовать нагревательное устройство с любыми традиционными сигаретами. Официально выпущен в 2018 году, 80 % продаж составил китайский рынок. |
| China Tobacco                   | Mok          | СНТ и соответствующие ему стики Coo были выпущен на корейский рынок в 2019 году. |
| Испарители для сухих трав       |              | |
| Pax                             | Pax 2        | Испаритель прямоугольной формы. В устройстве так называемая «магнитная печь», используется для нагрева растительного материала благодаря «тонкоплёночному каптоновому нагревателю». Не предназначен для использования с жидкостями, восками или концентратами. |
| Pax                             | Pax 3        | Испаритель прямоугольной формы, который может быть использован с растительными материалами или специальными концентратами. Нагревательный элемент запускается при прикосновении губ пользователя к мундштуку. Аккумулятор ёмкостью 3500 мАч, ёмкость картриджа — 0,17-0,35 г. |
| V2                              | Pro Series 3 | Испаритель «три в одном» цилиндрической формы, который может быть использован с различными картриджами и мундштуками для жидкости, вкладышами или воском. Конструкция включает кондукционный нагреватель, который разогревается до 160—180 °C, и аккумулятор ёмкостью 650 мАч. |
| Pro Series 7                    | Pro Series 3 | Испаритель «три в одном» прямоугольной формы, который может быть использован с различными картриджами и мундштуками для жидкости, вкладышами или воском. Конструкция включает нагреватель с тремя режимами (200, 215, 225 °C) и аккумулятор на 1800 мАч. |
| Vapor Fi                        | Orbit        | Испаритель цилиндрической формы, рассчитанный на картридж ёмкостью 1,7 мг для сухого растительного материала. Нагревательный элемент рассчитан на диапазон температур 182—216 °C, аккумулятор — на 2200 мАч. |
| Vapor Fi                        | Atom         | Испаритель «три в одном» прямоугольной формы с диапазоном температур 182—240 °C, аккумулятором на 3000 мАч. Девайс оснащён сенсором обнаружения движения и внешне напоминает Pax. |
| Atmos                           | Jump         | Испаритель цилиндрической формы, максимальная температура которого составляет 200 °C. Аккумулятор рассчитан на 1300 мАч. |
| Digital Gadgets' iSmoke         | OneHitter    | Испаритель «три в одном», выпущенный на рынок в 2015 году и рассчитанный на потребление сухих и восковых наполнителей. |

Всемирная организация здравоохранения (ВОЗ) классифицирует все СНТ как табачные изделия, соответственно на них распространяются положения Рамочной конвенции по борьбе против табака. Выделение никотина в таких устройствах происходит за счёт нагревания табака, и их не следует путать с электронными сигаретами, в которых никотин образуется благодаря испарению специальной жидкости-наполнителя, не содержащей табачные листья. Отдельные исследователи относят СНТ и е-сигареты к подтипам «электронных систем доставки никотина», однако СНТ, вопреки утверждениям табачных производителей, не следует называть «изделиями для вейпинга». Примерами СНТ могут служить системы нагревания табака IQOS (изготовитель Philip Morris International) и Glo (изготовитель British American Tobacco).
По принципу образования аэрозоля выделяют три основных типа систем нагревания табака: модели, которые для образования аэрозоля нагревают обработанный табак; девайсы, в которых обработанный табак нагревается, но не генерирует аэрозоль; гибридные устройства третьего типа, в которых обработанный табак придаёт аромат аэрозолю, когда последний движется через специальную камеру. В результате максимальная температура нагрева табака в устройствах отличается: если в первом типе она достигает обычно 350 °C, в третьем она не превышала 50 ° С. Так, IQOS нагревает стики до 340 °C, стики Glo доставляют примерно вдвое меньше никотина при максимальной температуре нагрева 240 °C.
Конструкция и дизайн нагревательного элемента в СНТ также различаются. Наиболее ранние модели внешне напоминали традиционные сигареты и получили соответствующее название (от англ. ciga-like). Конструкции Platform 2, Premier и Eclipse предусматривали встроенный нагревательный элемент. Accord, Heatbar, IQOS и Glo используют другой подход, предусматривающий внешний источник тепла для извлечения аэрозоля никотина из специальных табачных стиков. Большинство «испарителей для сухих трав» использует метод, заключающийся в нагревании герметичной камеры с табачным наполнителем. Но популярность таких девайсов для потребления исключительно табака неизвестна. Также встречаются гибридные устройства, объединяющие электронные сигареты и СНТ. Например, в iFuse компании British American Tobacco аэрозоль, образующийся в результате нагрева жидкости, проходит сквозь камеру с табачным наполнителем, теряя в температуре от 35 °C до 32 ° С. Соответственно, некоторое количество табака нагревается, но объём поступающего из табачных листьев никотина определить сложно, так как жидкость для iFuse содержит никотин в количестве 1,86 мг/мл. Девайс Ploom TECH, продвигаемый Japan Tobacco International, действует аналогичным образом, за исключением того, что жидкий наполнитель не содержит никотина.

## Распространение
| Компания                    | Бренд (год запуска)      | Страна присутствия |
| --------------------------- | ------------------------ | --- |
| British American Tobacco    | iFuse (2015), Glo (2016) | Румыния, Япония, Швейцария, Канада, Южная Корея, Россия, Белоруссия |
| Japan Tobacco International | Ploom (2016), TECH†      | Япония, Швейцария |
| Philip Morris International | IQOS (2014),             | Канада, Гватемала, Колумбия, Чехия, Дания, Франция, Германия, Греция, Израиль, Италия, Казахстан, Литва, Монако, Нидерланды, Польша, Португалия, Румыния, Россия, Сербия, Словакия, Словения, Испания, Швейцария, Украина, Великобритания, Южно-Африканская Республика, Южная Корея, Япония, Новая Зеландия |

### В мире
С 1960-х годов табачная промышленность разработала альтернативные курительные изделия, которые были нацелены на улучшения её имиджа. Новинки должны были привлечь потребителей, заботящихся о своём здоровье, и продвигались как якобы «более безопасные» по сравнению с обычными сигаретами. Наиболее известным из первых подобных устройств был Premier от табачной компании RJ Reynolds, представленный в США в 1988 году. Но модель не пользовалась популярностью и была снята с продаж уже в 1993-м. В ходе дальнейших разработок потенциально нового рынка RJ Reynolds выпустила устройство Eclipse, а Philip Morris — Accord и HeatBar. В ранних моделях СНТ температура нагрева табака достигала 550 °C. Для продвижения новинок производители распространяли рекламные видеоролики с положительными отзывами участников тестовых групп. Но ранние модели получили плохую оценку клиентов, потерпели неудачу с коммерческой точки зрения и были отозваны до 2010-х годов.
Крупнейшие табачные корпорации продолжали разрабатывать системы нагревания табака несмотря на коммерческий провал первых моделей. Этому способствовало снижение глобальной распространённости курения среди взрослых (с 24 % в 2007 году до 21 % в 2015 году) благодаря реализации мер Рамочной конвенции ВОЗ по борьбе с табаком (РКБТ). Альтернативные продукты в виде СНТ служили двум целям: сохранению спроса и лоббированию интересов табачных компаний. Производители заявляли, что СНТ якобы полезны для общественного здоровья, так как в их аэрозоле содержится меньше вредных веществ, чем в табачном дыме. Они продвигали новинки как средство «пониженного вреда». На самом деле такие заявления были направлены на освобождение продукции от регуляции национальными законами и не были подкреплены объективными научными данными.
Первыми рынками сбыта разных систем нагревания табака были Япония, Италия, Швейцария, где устройства активно тестировались в 2010-х годах. Например, в 2014 году Philip Morris International представил IQOS в Нагое и Милане. К 2016 году, помимо PMI, альтернативную продукцию на японском рынке тестировали Japan Tobacco (Ploom TECH) и British American Tobacco (Glo). Популярность подобных продуктов быстро росла: количество среднемесячных поисковых запросов о них в Google выросло на 1426 % за 2015—2016 годы, к 2017-му в Японии ежемесячно выполнялось от 5,9 до 7,5 миллиона подобных поисковых запросов.
Хотя популярность новинок была ниже электронных сигарет, вскоре СНТ были представлены во многих других странах. Если в 2017 году продажи электронных систем нагревания табака составляли 0,8 % от общемировой капитализации рынка табачных продуктов, то через год этот показатель составлял почти 2,2 %. Наибольшая доля приходилась на страны Западной Европы, США и Канаду, вторым крупнейшим рынком являлись страны Азиатско-Тихоокеанского региона. Например, в Японии в 2017—2018 годах продажи СНТ выросли с 12 % до 23 % от рынка табачных изделий, число пользователей только марки IQOS достигло 5,4 миллиона. В Южной Корее за 2017—2019 годы доля СНТ от общенационального табачного рынка увеличилась более чем в пять раз (с 2,2 % до 11,8 %). По заявлениям Phillip Morris International, в 2017—2019 за всё время существования на национальном рынке IQOS было продано 1,9 миллиона устройств.. На тот период системы нагревания табака продавались более чем в 40 странах во всех шести регионах ВОЗ, были зафиксированы продажи даже в странах, где устройства официально запрещены. Наиболее популярной СНТ являлся IQOS производителя Philip Morris International, по собственным оценкам компании, устройством пользовалось 14,6 миллиона человек из предположительно 20—25 млн потребителей подобной продукции во всём мире.
Активный рост региональных рынков влечёт увеличение конкуренции и споров вокруг патентов на технологии. Например, в 2018 году Philip Morris International подал в суд Токио иск на British American Tobacco за использование в запатентованных им технологий. Одним из требований был запрет продажи Glo в стране.
Интерес к продуктам обусловлен тем, что часть курильщиков воспринимала их как продукт пониженного вреда во время отказа от курения. Этому способствовала соответствующая реклама, которая заявляла о снижении рисков для курильщиков при переходе на СНТ и замене альтернативными продуктами традиционных сигарет. Так, из 100 научных статей, опубликованных на эту тему в 2008—2018 годах, 75 были аффилированы с табачными производителями. Однако ВОЗ заявляет, что подобные продукты не помогают курильщикам отказаться от употребления табака. Комитет по токсичности, канцерогенности и мутагенности химических веществ в пищевых продуктах Великобритании заявлял, что, «хотя существует вероятное снижение риска для курильщиков, перешедших на «heat-not-burn» изделия, присутствует остаточный риск, и курильщикам будет полезно полностью отказаться от табакокурения». Исследования Института профилактической медицины Минздрава России также не подтверждают эффективности систем нагревания табака в снижении вреда на организм. Зафиксированы случаи, когда СНТ используют не вместо, а в дополнение к традиционным сигаретам. Так называемое двойное потребление влечёт негативные последствия для организма. Опасения также вызывает возможное развитие никотиновой зависимости у некурящих (включая детей и молодёжь). Так, по данным 2008—2018 годов, некурящие ранее люди составляли 10—45 % нынешних пользователей СНТ. Молодую аудиторию привлекают вкусовые и ароматические добавки. Считается, что эти ароматизаторы безопасны для употребления в пищу, но эффект от их долгосрочного воздействие на лёгкие недостаточно изучен.
К 2020 году различные системы нагревания табака продавались примерно в 54 странах, и производители продолжали наращивать объёмы рынка альтернативной табачной продукции. Только у Philip Morris International подобная продукция обеспечивала около четверти её выручки. Наибольшее число потребителей проживало в Японии, где к тому моменту продажи СНТ составляли примерно треть табачного рынка. Так, в 2015—2021 годах продажи традиционных сигарет в стране сократились на 34 %, в то время как показатель для СНТ вырос с 5,1 млрд штук до 37,1 млрд штук за аналогичный период. Запрет на продажу СНТ действовал в 13 странах, включая Австралию, Индию, Иран, Норвегию, Сингапур, Таиланд и Турцию. Согласно прогнозам, доля СНТ в общемировых продажах табачных изделий к 2025 году составит 35 %.

### В России
На российском рынке СНТ появились в 2015 году, когда Philip Morris International представил систему нагревания табака IQOS. Аналитики Euromonitor International сообщали, что в 2016 году всего в стране было реализовано нагреваемого табака на 15,4 млн $, в 2017-м — уже в два раза больше (на 30,9 млн $). Если на тот момент продажи стиков, по собственным данным компании, составляли около 1 % от общих отгрузок компании, через год — уже 9,3 %. Популярность продукции подтолкнула других крупных производителей постепенно запускать в стране продажу своих альтернативных продуктов. Например, российское подразделение British American Tobacco начало продажи Glo в 2017-м, а через год объявило о выпуске табачных стиков для внутреннего рынка на санкт-петербургском заводе.
Вопросы о регулировании продукции в стране на региональном уровне обсуждали уже в 2018 году. Однако отсутствовала национальная стратегия по этому вопросу, и рынок продолжал расти. В 2019 году общее число потребителей систем нагревания табака в стране составляло 1,4 млн человек. На распространение продукции положительно сказывались многочисленные исследования в поддержку альтернативных никотиносодержащих продуктов. Например, эксперты ВШЭ подсчитали, что переход всех курильщиков в стране на альтернативную табачную продукцию способен снизить экономические потери государства за счёт уменьшения расходов на лечение заболеваний, связанных с курением сигарет, примерно на 1,1—3,5 трлн рублей, что сопоставимо с 1—3,8 % ВВП страны. Тем не менее, в настоящее время уровень снижения вреда здоровью при использовании СНТ еще не подтверждён достаточными исследованиями.
К 2020 году аналитики Euromonitor International называли никотиносодержащие продукты (электронные сигареты и системы нагревания табака) самым быстрорастущим сегментом российского рынка. Только за первое полугодие продажи стиков для СНТ увеличились на 197,7 % по сравнению за аналогичный период 2019-го. Аналитики не исключали, что популярность продукции может снизиться, так как с января 2021 года устройства приравняли к табачной продукции и распространили на них положения федерального антитабачного закона. Однако производители продолжали активно продвигать подобную продукцию в торговых центрах и журналах. С этим связывали дальнейший рост их популярности: по итогам первых шести месяцев 2021 года в России доля устройств для нагревания табака выросла с 6,8 % до 17,3 %. При этом число потребителей только систем IQOS и Glo в стране за 2018—2021 годы стало больше на 20 %. Предположительно, к 2023 году объёмы продаж всех никотиносодержащих продуктов (вейпы, электронные сигареты, системы нагревания табака) в России достигнут показателя в 3,7 млрд $.

## Маркетинг

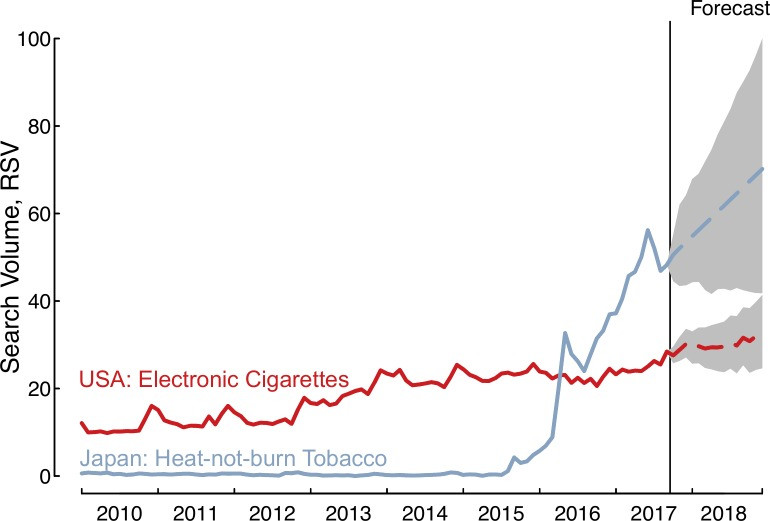
Динамика поисковых запросов в Google о нагреваемых табачных изделиях, 2017 год

Быстрому росту популярности систем нагревания табака способствует активное продвижение со стороны табачных компаний. Для стимулирования продаж они используют интернет и социальные сети, проводят рекламные кампании в журналах и оформляют брендированные точки продаж в супермаркетах и торговых центрах. Устройства позиционируют как потенциально «полезные» или «более безопасные» для бросающих обычные сигареты. Зачастую производители СНТ заявляют, что отказ от сигарет в пользу альтернативной продукции якобы снижает вред табакокурения для здоровья. Однако ВОЗ подчёркивает, что долгосрочное влияние аэрозоля СНТ на организм человека недостаточно изучено. И не существует достоверных данных о положительном влиянии систем н на нагревания табака на отказ от курения.
Массовое продвижение систем нагревания табака может стимулировать распространение табачной эпидемии. Доказано, что продукты якобы «пониженного риска» стимулируют никотиновую зависимость у ранее не куривших пользователей, которые со временем могут перейти на традиционные сигареты.
Имидж
Маркетологи позиционируют продукты как «инновационные», чему соответствует их технологичный и аккуратный дизайн. В рекламе IQOS встречаются такие определения как «чистый», «стильный», «элегантный». Производители PAX 2 используют слоган «меньше, умнее, изящнее» и «элегантный и весёлый». Одной из основных целевых аудиторий маркетологов систем нагревания табака являются стремящиеся бросить курильщики. В ориентированной на них рекламе СНТ позиционируются как продукты «снижения вреда», «снижения риска» или «следующего поколения». Нередки сравнения альтернативных табачных продуктов с традиционными сигаретами: в рекламе Revo заявляется, что размер устройства сходен с пачкой обычных сигарет, iFuse якобы «упакован как традиционная сигарета». PMI заявляет, что IQOS даёт «настоящий вкус табака, без дыма, золы и запаха». В рекламных акциях встречаются обещания о сокращении неприятного запаха табачного дыма после перехода на СНТ.
Точки продаж систем нагревания табака являются частью имиджевой стратегии брендов. Например, IQOS позиционирует свои магазины как «бутики», где продукт позиционируется как символ технологичности и статуса. В точках продаж потенциальные пользователи могут попробовать продукт бесплатно. При этом документы, подтверждающие возраст, не запрашивают.
Маркетинг систем нагревания табака представляет угрозу для подростков и молодых людей, так как их может привлекать имидж и дизайн марок. Антитабачные активисты отмечают, что гаджеты «соответствует картине мира» молодёжи.
Снижение вреда
Маркетологи продвигают идею о якобы большей безопасности продукции по сравнению с обычными сигаретами. В рекламе некоторых из них утверждается, что они на 90 % менее вредны, чем обычные сигареты. В 2017 году British American Tobacco утверждал, что в фирменных системах нагревания табака на 90—95 % меньше содержание девяти вредных компонентов, которые ВОЗ определила как наиболее опасные. В ответ в феврале 2018 года представители ВОЗ вынуждены были подчеркнуть, что «никоим образом не поддерживает ни продукт BAT, ни заявления компании относительно продукта». На 2021 год фактических данных о снижении вреда для организма при переходе на СНТ не существовало, а снижение концентрации токсичных компонентов не означало уменьшение вреда для здоровья.
Маркетинговые практики производителей систем нагревания табака повторяют приёмы табачных корпораций, ранее использовавшиеся для продвижения сигарет. Одной из них является финансирование научных исследований для поддержки своих бизнес-целей. В частности, существует большое количество исследований о влиянии IQOS на организм отказавшихся от сигарет курильщиков. Однако независимых исследований по этому вопросу недостаточно. ВОЗ признаёт, что СНТ не помогают курильщикам отказаться от употребления табака. Управление по контролю за продуктами и лекарствами (FDA), хотя и признаёт факт меньшего воздействия от подобных устройств, подчёркивает, что двойное потребление не уменьшает риски для организма. Подобной позиции придерживался Институт профилактической медицины Минздрава России.
Реклама систем нагревания табака призвана не только повысить их популярность, но и «дезинфицировать» имидж табачных компаний. Так, исследователи Стэнфордского университета заявляли о широкомасштабной стратегии табачных производителей по «нормализации» курения, нивелирующей их имидж «поставщика» вызывающих рак продуктов. В рамках этой кампании они лоббируют мягкое законодательство в отношении СНТ и спонсируют социальные мероприятия. Например, расследование Reuters 2017 года показало, что перед запуском IQOS в Израиле PMI взаимодействовала с высокопоставленными правительственными чиновниками. Компания пыталась убедить регулирующие органы в том, что IQOS имеет преимущества для здоровья и, следовательно, не должен подвергаться тем же ограничениям, что и сигареты. В марте 2017 года Министерство здравоохранения страны разрешило IQOS выйти на рынок без каких-либо ограничений, которые применимы к сигаретам и освобождены от налоговой схемы для других табачных изделий. В 2020 году в преддверии повышения акцизов в Латвии Japan Tobacco International проводила специальные встречи с советником премьер-министра и несколькими депутатами комиссии Сейма по бюджету и финансам.
Продвижение онлайн
Одним из основных каналов продвижения систем нагревания табака является реклама в социальных сетях. Такие компании ориентированы на молодую аудиторию и используют лидеров мнений и блогеров в Twitter, Instagram и Facebook. Посты могут представлять СНТ как часть современной или роскошной жизни. Официально правила пользования платформ запрещают рекламу табачной продукции. При этом блогеры могут открыто не демонстрировать продукт. Реклама в популярных аккаунтах заметно повышает лояльность их подписчиков к аналоговым табачным продуктам. Она также доступна несовершеннолетним лицам, так как таргетированное продвижение может быть не настроено по возрасту, а несовершеннолетние могут обходить запреты платформ.
Кроме того, производители систем нагревания табака сотрудничают с артистами, музыкантами, общественными движениями и фестивалями для продвижения своей продукции. Например, IQOS принимал участие в таких мероприятиях, как премия Bambi Awards и награда Playboy Playmates of the Year в Германии, студенческий музыкальный фестиваль Тель-Авивского университета, а также спонсировал британского скульптора Алексом Чиннеком на Миланской неделе дизайна 2019 года. IQOS также организует вечеринки, сотрудничает с дизайнерами, женскими журналами и спонсирует Mercedes-Benz Fashion. Мероприятия, организованные для продвижения систем нагревания табака не только знакомят публику с продуктами, но и приукрашивают потребление табака, создавая «гламурный» образ. Компании-производители вступают в партнёрство с владельцами баров и ресторанов в таких странах, как Чехия, Украина, Румыния и Япония, чтобы организовать свободные для курения СНТ локации.

## Влияние на здоровье
Отношение медицинского сообщества
Всемирная организация здравоохранения признаёт, что аэрозоль систем нагревания табака, как правило, содержит меньшую концентрацию токсичных компонентов, чем табачный дым. Но воздействие химических веществ на организм имеет сложный характер, так что снижение доз не означает автоматическое уменьшение риска для человека. Даже низкая их концентрация способна увеличить риск развития злокачественных опухолей, инсульта и других сердечно-сосудистых заболеваний. Кроме того, известно как минимум 20 вредных и потенциально вредных химических веществ, содержание которых в аэрозоле СНТ даже  выше, чем в сигаретном дыме.
Долгосрочные последствия для здоровья и риски от систем нагревания табака недостаточно изучены. Большинство исследований на эту тему аффилировано с табачной промышленностью и не является объективным. Часть существующих работ сравнивает вред от систем нагревания табака и традиционных сигарет. Ряд авторов утверждает, что показатели по ряду биомаркеров курильщиков, перешедших на СНТ, сравнимы с показателями бросивших курить. Например, существуют данные, которые иллюстрируют улучшения  артериального давления и уменьшение системного воспаления у курильщиков, перешедших на СНТ. ВОЗ предупреждает, что необходимо проведение независимых долгосрочных экспериментов. По мнению ВОЗ, на 2021 год не существовало подтверждённых данных, доказывающих меньший вред СНТ по сравнению с традиционными табачными изделиями. Но также есть отдельные исследования Медицинского университета в Лодзи и Королевского колледжа врачей, которые говорят об обратном.
Европейское респираторное общество заявляет, что, как и при обычном курении, нагретые табачные изделия вызывают привыкание и являются источником канцерогенов.
В отчете Национальной службы здравоохранения Великобритании за 2018 год приводятся данные, указывающие на то, что СНТ могут быть безопаснее традиционных сигарет, но менее безопасными, чем электронные сигареты.
Воздействие разных компонентов
Системы нагревания табака относятся к табачным изделиям и содержат табачное сырьё. В процессе их курения выделяется никотин и другие токсичные вещества, аналогичные содержащимся в сигаретном дыме.  Концентрация никотина в аэрозоле СНТ сопоставима с таковой в дыме обычных сигарет, следовательно, устройства вызывают сравнительную степень табачной зависимости. У ранее не куривших пользователей системы нагревания табака вырабатывают никотиновую зависимость. Особенную опасность девайсы представляют для молодых людей, среди которых они особенно популярны.
Отмечается, что в СНТ влияние на организм оказывает не воздействие никотина, а некоторые токсины, которые образуются в аэрозоле во время нагревания. Так, вещество ответственно за  повреждения ДНК, которые потенциально увеличивают риск развития раковых опухолей.  Отказ от сигарет в пользу систем нагревания не уменьшает риск для здоровья.
Кроме того, аэрозоль СНТ содержит ряд компонентов, нехарактерных для табачного дыма. Их долгосрочный эффект на организм недостаточно изучен, но известно, что:
- ментол в качестве добавки к табачным изделиям уменьшает раздражение, вызванное никотином, что увеличивает риск развития табачной зависимости. Установлено, что аэрозоль ментоловых стиков IQOS содержит бо́льшую концентрацию летучих веществ, чем в неароматизированных стиках[45];
- диацетил и альдегиды, придающие сливочный вкус, ухудшают дыхательные функции и могут повлечь  необратимые респираторные заболевания, такие как облитерирующий бронхиолит[45].

В трехстороннем выборочном исследовании переход с ментоловых сигарет на СНТ в течение 5 дней в условиях изоляции и 85 дней в амбулаторных условиях был связан с уменьшением биомаркеров воздействия сигаретного дыма, а также с изменением клинически значимых биомаркеров оксидативного стресса, активности тромбоцитов, функции эндотелия, липидного обмена и функции легких.
Состав аэрозоля и концентрация в нём токсичных компонентов сильно варьируется в зависимости от характеристик устройств. Но в целом по сравнению с заядлыми курильщиками традиционных сигарет у потребителей систем нагревания табака наблюдаются положительное уменьшение клинических маркеров риска, особенно холестерина, молекул клеточной адгезии sICAM-1 и индекса Тиффно-Пинелли. Также существует исследование, в котором переход с традиционных сигарет на СНТ снижал воздействие вредных и потенциально вредных компонентов до уровней, близких к тем, которые наблюдались у людей, которые воздерживались от курения во время исследования.

### Респираторные заболевания
Системы нагревания табака выделяют среди прочего ультрамелкие частицы, которые могут беспрепятственно проникать в лёгкие и потенциально повреждать ткани органов дыхательной системы. Присутствие смол и летучих органических соединений способно привести к окислительному стрессу и вызвать инфекции дыхательных путей. Кроме того, потребители СНТ находятся в зоне повышенного риска развития таких заболеваний, как астма и хроническая обструктивная болезнь лёгких,   острая эозинофильная пневмония, аллергический ринит, атопический дерматит. Например, повышенный риск эозинофильной пневмонии был зафиксирован у потребителей, выкуривающих ежедневно более 40 стиков. При этом долгосрочные исследования фиксируют, что при переходе на СНТ у курильщиков с хронической обструктивной болезней лёгких снижается частота обострений на 40%. По данным когортного обсервационного исследования, проведенного Академией профилактической медицины Казахстана, у курильщиков при переходе на СНТ зафиксирована положительная динамика показателей работы легких, физической выносливости и метаболизма. Считается, что пристрастие к альтернативным табачным продуктам неблагоприятно сказываются на течении коронавирусной инфекции 2019-nCoV.
Вторичный аэрозоль от систем нагревания табака загрязняет воздух в помещении и может быть опасен для окружающих.  Хотя уровни загрязнения формальдегидом, бензолом, толуолом и другими вредными примесями ниже, чем после курения обычных сигарет или кальянов, они всё равно представляют опасность для окружающих.

### Онкологические заболевания
Среди веществ, которые содержатся в системах нагревания табака в больших количествах, есть канцерогены, например, полициклический ароматический углеводород аценафтен, влияющий на развитие злокачественных опухолей.
Отдельные исследования показывают, что пользователи систем нагревания табака обладают меньшим риском развития онкологических заболеваний, чем курильщики сигарет. Согласно исследованиям Национального института общественного здравоохранения и окружающей среды в Нидерландах, аэрозоль СНТ содержит меньше канцерогенных веществ, чем табачный дым. Но устройства всё равно не следует считать безвредными, так как их потребление способно спровоцировать развитие онкологических заболеваний, в частности, они более цитотоксичны, чем электронные сигареты. Так, существуют данные, что воздействие аэрозоля СНТ ослабляет гомеостаз клеток в дыхательных путях человека. И предположительно, потребление его аэрозоля связано с изменениями функции митохондрий, что может усилить воспаление дыхательных путей, их ремоделирование, а также увеличить риск развития рака лёгких.

### Сердце
Воздействие токсичных компонентов аэрозоля влечёт нарушение функции сосудистого эндотелия. Степень их влияния в испытаниях на малых группах людей была сопоставима с эффектом от сигарет. Подобные нарушения могут привести  к сердечно-сосудистым заболеваниям, например, инсульту. В состав аэрозоля входят такие компоненты сигаретного дыма, как альдегиды и другие летучие органические соединения, нитрозамины и карбонильные соединения (формальдегид, акролеин, ацетальдегид). Несмотря на то, что при нагревании табака их образуется меньше, чем при его горении, они всё равно негативно влияют на организм. Например, содержащийся в аэрозоле монооксид углерода оказывает негативное воздействие на способность крови переносить кислород и способность миокарда вырабатывать аденозинтрифосфат. Нарушения в кровеносных сосудах увеличивают риск атеросклероза и заболеваний периферических артерий.
Существуют данные, что переход с традиционных сигарет на СНТ позволяет снизить  риск развития сердечно-сосудистых заболеваний. У таких людей замечены улучшения маркеров риска:  снижение адгезии монотических клеток к коронарным эндотелиальным клеткам, биомаркеров активации тромбоцитов и окислительного стресса, общего холестерина, С-реактивного белка, тромбоцитов и лейкоцитов. Изучение влияния СНТ на жесткость артерий как маркера сердечно-сосудистых заболеваний показало изменение периферического и центрального артериального давления. При этом отмечалось, что по сравнению с СНТ и электронными сигаретами, обычные сигареты демонстрировали тенденцию в количественно более выраженным изменениям. Тем не менее, исследования, оценивающие влияние СНТ на сердечно-сосудистые заболевания, редки и требуются дополнительные наблюдения в этой области.

### При беременности
Курение сигарет во время беременности приводит к гестационным осложнениям и поражениям органов у потомства. Бросающие курить беременные женщины зачастую переходят системы нагревания табака и электронные сигареты, особенно если никотинзаместительная терапия оказалась неэффективна. Эти устройства имитируют ощущения от сигарет, а никотин при вдыхании их аэрозоля поступает в кровь быстрее, чем при пероральном его приёме.
На 2020 год достоверных данных о рисках для будущего ребёнка  от потребления СНТ матерью не существует. Но негативный эффект от содержащегося в них никотина известен: его потребление во время беременности грозит внутриутробными инфекциями и преждевременным отделением плаценты. Сужение маточно-плацентарных сосудов под влиянием вещества препятствует нормальному обмену веществ. Это способно привести к гипоксии,  недоразвитости плода и дисфункции его органов, гормональным нарушениям, инсулинорезистентности. Никотин способно привести к повреждениям ДНК, что снижает способность дыхательной системы младенца к эффективному газообмену или вызывает  дефекты нервной трубки.  Так как он скапливается в грудном молоке, он представляет опасность также для новорождённых.
Большинство экспертов рекомендуют будущим матерям полностью отказаться от курения в любых его формах. Отмечается, что возможно для эмбриона риск от СНТ ниже, чем от употребления сигарет. Некоторые женщины рассматривают их как альтернативу сигаретам при условии невозможности полностью отказаться от курения.

## Состав дыма и сравнение
Состав
| Компонент                     | 100   | 140   | 200   |
| ----------------------------- | ----- | ----- | ----- |
| Никотин                       | <100  | 210   | 1550  |
| Монооксид углерода            | 0,01  | 0,01  | 0,13  |
| Ацетальдегид                  | <1,2  | 29,8  | 84,6  |
| Акролеин                      | <1    | <1    | <1    |
| Формальдегид                  | <0,9  | <0,9  | 2,9   |
| Аммиак                        | <0,8  | <0,8  | <0,8  |
| Цианистый водород             | <5,6  | <5,6  | <5,6  |
| Толуол                        | <2,1  | <2,1  | <2,1  |
| N-нитрозонорникотин           | 0,8   | 2,3   | 1,8   |
| Никотиновый кетон нитрозамина | 0,7   | 1,7   | 0,7   |
| Пирокатехин                   | <4    | <4    | <4    |
| Крезолы                       | <0,4  | <0,4  | <0,4  |
| Фенол                         | <1,6  | <1,6  | <1,6  |
| Бензол                        | <1,42 | <1,42 | <1,42 |
| Ацетон                        | <1,5  | <1,5  | <1,5  |
| Изопрен                       | <8,25 | <8,25 | <8,25 |

Во время курения систем нагревания табака образуется аэрозоль, а не табачный дым. Также встречается определение «холодный дым». Аэрозоль СНТ содержит газы, капли и твёрдые частицы, включая те же вредные продукты неполного сгорания (пиролиза) и термогенного разложения, которые встречаются в обычном сигаретном дыме. Некоторые из компонентов обладают мутагенными и канцерогенными свойствами и представляют опасность для здоровья. Например, окись углерода, ацетальдегид, N-нитрозонорникотин и никотиновый кетон нитрозамина можно обнаружить в составе аэрозоля уже при температуре нагрева 140—160 °C, кротоновый альдегид и формальдегид — от 180—200 °C. Также типичными маркерами процессов являются бензпирен, карбонилы, аммиак, смола и другие компоненты. По заявлениям табачных производителей, уровень токсичных веществ в аэрозоле СНТ примерно на 90-95 % ниже, чем в обычном сигаретном дыме из-за разницы в максимальных температурах нагрева. Тем не менее, уже само их присутствие может привести к негативным последствиям для здоровья человека.
Сравнение аэрозоля СНТ и дыма сигарет
Никотин начинает выделяться из тлеющих табачных листьев при температуре около 150 ° С. Но сигаретный дым содержит до 7000 других химических веществ, включая 60 известных или предполагаемых канцерогенов и 250 цитотоксикантов. Образование большинства из них происходит при температуре от 500 °C до 1000 °C. Предположительно, сократив воздействие побочных вредных веществ можно снизить риски для здоровья от потребления табака. В аэрозоле СНТ, где наполнитель нагревается до максимум 350 °С, содержится на 50-90 % меньше вредных и потенциально вредных веществ по сравнению с обычными сигаретами (по другим данным, на минимум 80 %). Например, независимые исследования показали, что аэрозоль IQOS выделяет значительно более низкие уровни карбонилов и субмикронных частиц, чем сигареты. Уровень альдегидов был меньше примерно на 80—95 %, летучих органических соединений — примерно на 97—99 %. Также исследования показывают, что в выбросах СНТ уровни основных канцерогенов заметно снижаются по сравнению с сигаретами.
Тем не менее, установлены как минимум 20 вредных и потенциально вредных веществ, содержание которых в системах нагревания значительно выше, чем в сигаретном дыме. По другим данным, их число достигает 50. Например, если в состав восстановленного табака для стиков СНТ входят такие добавки, как глицерин и пропиленгликоль, их аэрозоль может содержать потенциально опасные вещества. Например, когда Philip Morris International представил в FDA отчёт о компонентах аэрозоля IQOS, компания не включила в документ ряд ненасыщенных карбонильных соединений, фуранов, канцерогенов, эпоксидов и других соединений, концентрация которых была значительно выше, чем в сигаретном дыме (в некоторых случаях на 200—1000 %). Около 750 компонентов присутствуют в IQOS в равных или более низких уровнях, чем в обычном сигаретном дыме. Влияние этих веществ на общую токсичность IQOS неизвестно.
Состав аэрозоля сильно варьируется в зависимости от характеристик систем нагревания табака и состава восстановленного табака в стиках. Например, существуют свидетельства, что аэрозоль устройств с углеродными нагревательными элементами сегментированных типов содержит ультрамелкие частицы металлов и их оксидов. Воздействие тепла на полимерно-плёночный фильтр устройств может привести к выделению токсичного гликонитрила (циангидрин формальдегида) уже при температуре 90 °C.
Некоторые исследования показывали, что СНТ производят уровни никотина и смол идентичные показателям обычных сигарет. Другие данные указывают, что испарения СНТ содержат 70—80 % от концентрации никотина в дыме традиционных сигарет. Также исследования показывали, что в отличие от дыма сигарет, аэрозоль СНТ существенным образом не меняет состав воздуха и не создает неприемлемого острого риска для здоровья человека. Отмечается, что аэрозоль СНТ вызывает меньшее изменение цвета твердых тканей зубов и фотокомпозитных пломб, чем сигаретный дым.
Сравнение аэрозолей СНТ и электронных сигарет
Средства нагревания табака и электронные сигареты могут вызывать окислительный стресс и воспалительную реакцию в организме. Но аэрозоль СНТ зачастую более вреден, так как содержит среди прочего карбонилы (ацетальдегид, формальдегид) и более высокие уровни полициклических ароматических углеводородов. Уровни доставляемого никотина отличаются в зависимости от характеристик устройств и жидкостей-наполнителей, но в целом СНТ доставляют большее количество никотина, чем электронные сигареты.

## Регулирование
Распространение в середине 2010-х годов альтернативных табачных продуктов вызвало много вопросов об их регулировании. Табачная продукция строго контролируется положениями Рамочной конвенции ВОЗ по борьбе с табаком. Но из-за трудностей с классификацией систем нагревания табака в ряде стран они не попадали под действие антитабачных положений. Производители утверждали, что в результате его работы не образуется табачного дыма (только аэрозоль).
Продукция зачастую пользовалась такими же льготами, как и электронные сигареты: пониженное налогообложение, более мягкие стандарты оформления упаковки. Например, в Израиле в 2017 году министерство здравоохранения разрешило IQOS выйти на рынок без каких-либо ограничений, которые применимы к сигаретам. В Италии к 2018 году текстовые предупреждения о вреде для здоровья должны были покрывать только 30 % упаковки, в то время как для сигарет были обязательны графические предупреждения, занимающие минимум 65 %. В некоторых случаях неоднозначности к формулировкам приводили к судебным разбирательствам. Например, в Новой Зеландии правительство выдвинуло против Philip Morris International обвинения в нарушении закона 1990 года, запрещающего продажу табачных изделий для перорального употребления. Изначально правовая норма предназначалась для запрета на жевательный табак, и позднее ограничения сняли.
Ряд общественных и политических организаций призывал к внедрению более жёстких норм. В частности, Международный союз борьбы с туберкулёзом и болезнями лёгких заявил, что табачные компании недооценивают потенциальные риски, и предложил правительствам проявить предосторожность. Министерство здравоохранения Великобритании призывало регулировать сферу, опираясь на появляющиеся независимые данные об эффекте СНТ на здоровье. Французский альянс против табака высказывался за регулирование систем нагревания табака наравне с обычными сигаретами. В документах Всемирной организации здравоохранении отмечалось, что СНТ должны подпадать под антитабачные нормы.
В 2018 году на восьмой конференции сторон РКБТ системы нагревания табака были официально признаны ВОЗ табачными продуктами. На них распространились положения конвенции. Уже через год соответствующие нормы ввёл Европейский союз. Но в некоторых странах они продолжали пользоваться налоговыми льготами. Например, в Италии они пользовались акцизной скидкой на 50 % ниже по сравнению с обычными сигаретами, на них не распространялись правила о бездымной среде. В Великобритании для подобных продуктов была создана собственная налоговая категория, определяющая размер акциза в зависимости от веса табака, используемого в устройствах.
В других регионах также вводились собственные меры. На крупнейшем рынке систем нагревания табака — в Японии — девайсы продаются как табачные изделия и регулируются Законом о табачном бизнесе. Правительство заявило о намерениях ограничить использование СНТ в общественных местах, но ожидалось, что правила будут не такими строгими, как для сигарет. В Канаде СНТ классифицируются как табачные изделия и регулируются Законом о табаке и вейпинге наравне с обычными сигаретами.
Проблемы возникали не только с регулированием распространения СНТ, но и с регулированием рынка. Сходство технологий, использующихся в разных устройствах, влечёт разбирательства о правах на интеллектуальную собственность. Например, в 2021 году комиссия по международной торговле США запретила компаниям Altria и Philip Morris реализовывать на территории страны системы нагревания табака IQOS, удовлетворив иск RJ Reynolds Tobacco, которая запатентовала идентичную технологию раньше. Подобные споры возникали в Греции и Великобритании.
К 2020 году правительства 13 стран запретили продажу систем нагревания табака: Австралия, Эфиопия, Индия, Иран, Мальта, Норвегия, Панама, Сингапур, Шри-Ланка, Таиланд, Турция, Туркменистан, Мексика. Ограничения на доступность ввели Бразилия, КНДР, Мексика, Сирия, Восточный Тимор. В других странах они регулируются по-разному и могут быть включены в категории: инновационные табачные изделия, табачная продукция, бездымная табачная продукция, электронные сигареты, нетлеющие сигареты. В отдельных регионах они подпадают сразу под несколько категорий. Например, нагревательные элементы и расходные материалы для СНТ могут быть отнесены к разным категориям.
Россия
Акцизы на нагреваемый табак были прописаны в Налоговом кодексе Российской Федерации в 2017 году. Одновременно был введён ГОСТ на подобную продукцию, определивший нормы к сырью, упаковке и производству. Но до 2020 года в федеральном законодательстве не существовало термина, чётко определяющего системы нагревания табака. Соответственно, возникала неоднозначность их регулирования, на них долгое время не распространялись ограничения, применимые к рекламе и реализации сигарет. В июле 2020-го был принят законопроект, в котором жидкости для вейпов, кальяны и стики для систем нагревания табака фактически приравняли к табачным изделиям. На них распространились антитабачные нормы, и, например, с января 2021 года была запрещена реклама и свободная выкладка этой продукции. Однако выкладка самих систем нагревания табака не была запрещена, что активисты называли «большим минусом». Минпромторг предлагал начать обязательную маркировку табачных стиков с марта 2022 года.
Идентичные ограничения действуют и в других странах Евразийского экономического союза. Например, в Белоруссии нормы действуют с 2019-го, в Казахстане — с 2020-го. К концу 2022 года должны вступить поправки к Техническому регламенту ЕАЭС, которые закрепляют обязательные требования к производству систем нагревания табака и стиков для них.
США
В США заявления о пониженном риске должны быть одобрены Управлением по контролю за продуктами и лекарствами (FDA) до начала их реализации в стране. В декабре 2016 года PMI подала запрос на разрешение продавать IQOS как продукты «уменьшенного воздействия» или «модифицированного риска». Научно-консультативный комитет FDA по табачным изделиям рекомендовал органу не одобрять заявку производителя, так как усилия по продвижению продукта могут подорвать успехи антитабачных мер. Однако FDA одобрил продажу IQOS в 2019 году, так как счёл достаточным доказательства того, что «полное переключение с сигарет на систему IQOS значительно снижает воздействие на организм вредных или потенциально вредных химикатов». Но орган не признал, что снижение воздействия вредных химических веществ в аэрозоле СНТ делает их безвредными и приводит к снижению риска для здоровья человека.